# Joahim Ražem
Joahim Ražem, slovenski pravnik, organizator in prosvetni delavec, * 14. avgust 1886, Bazovica, Avstro-Ogrska, † 22. december 1966, Ljubljana, Socialistična federativna republika Jugoslavija.

## Življenje in delo
Rodil se je v družini kmeta posestnika Ivana in kmetice posestnice Terezije Ražem rojene Žagar. Ljudsko šolo je obiskoval v rojstnem kraju, gimnazijo pa v Kranju in tam leta 1908 tudi maturiral. Po odsluženem vojaškem roku pri češkem polku se je na praški
Univerzi vpisal na študij prava in ga končal leta 1916 z doktoratom. Leta 1914 je nastopil službo pripravnika na tržaškem sodišču, 1916 pa so ga poklicali k vojakom v Gradec, kjer je bil sodnik, branilec in tolmač. Po končani vojni se je vrnil v Trst in se kot odvetniški pripravnik zaposlil v pisarni Edvarda Slavika, opravil odvetniški izpit in 1921 odprl lastno odvetniško pisarno. 

Leta 1930 se je zaradi fašističnega nasilja preselil v Kraljevino Jugoslavijo, dobil državljanstvo in v Ljubljani odprl odvetniško pisarno. Po okupaciji so ga italijanske fašistične oblasti med prvimi aretirale in za 50 mesecev internirale v Trst, Isernio (pokrajina Isernia), Bari in Santa Maria di Leuco. Ko so zavezniške sile zavzele Italijo, so ga prepeljali najprej v Aleksandrijo ter nato v El Ariš in El Šat. Osvobojen se je po dveh mesecih bivanja v Kairu vrnil v Ljubljano in do upokojitve nadaljeval z odvetniškim delom.
Ražem je bil v Trstu odbornik političnega društva Edinost, Ljudskega odra in Trgovsko-obrtne zadruge ter do požiga Narodnega doma zadnji tajnik tržaškega Dramatičnega društva. Bil je med ustanovitelji tednika Novice (tednik je izhajal od 3. januarja 1924 do prepovedi 29. septembra 1927. Novice so leta 1926 vsakih štirinajst dni izdajale na osmih straneh prilogo Za našo deco, ki je bila namenjena otrokom, ki so ostali brez slovenskih šol). Po 1. svetovni vojni je po vsej Julijski krajini predaval o aktualnih problemih. V Ljubljani je bil v društvu Soča vodilen član in dolgo let načelnik predavateljskega odseka. Pisal je članke v tržaško Edinost in se med 1. svetovno vojno zavzemal za narodno zedinjenje.

## Dela
- Narava in kultura starih Slovanov: (XIV. poglavje kulturnega oddelka Slovanskih starožitnosti Luborja Niederla)